# زیمرن (وستروالدکرایس)
زیمرن (به آلمانی: Simmern) یک شهر در آلمان است که در وستروالدکرایس واقع شده‌است. زیمرن ۱٬۴۵۱ نفر جمعیت دارد.